# 루마니아 총대주교 다니엘

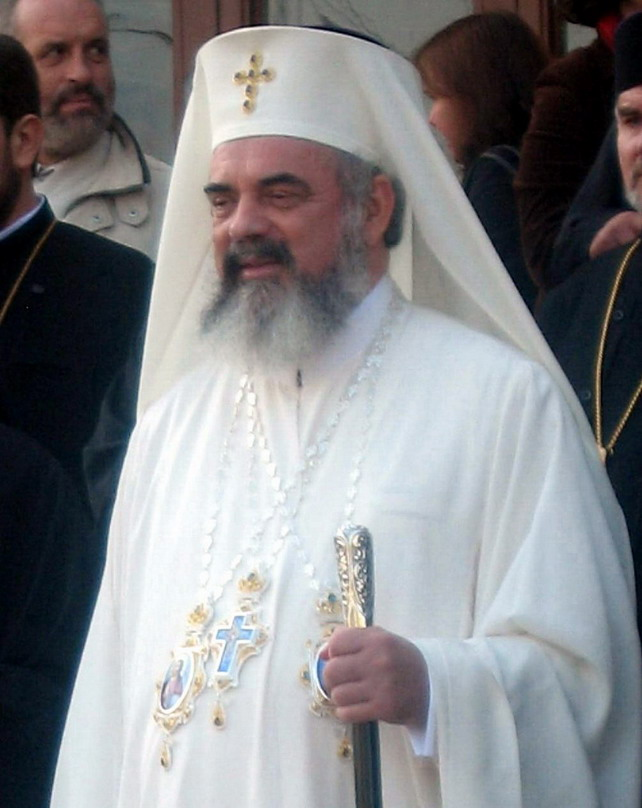

루마니아의 총대주교 다니엘(1951년 7월 22일~ )은 루마니아 정교회의 총대주교이다. 총대주교 선거는 2007년 9월 12일에 거행되었다. 다니엘은 161표 중 95표를 득표해 승리했다. 그는 2007년 9월 30일 부쿠레슈티의 총대주교좌 성당에서 정식으로 착좌했다. 공식 직함은 부쿠레슈티 문테니아 수도 대주교와 도브로게아, 카파도시아의 카이사리아 왕좌 로쿰 테넨스, 루마니아 총대주교이다.

## 같이 보기
- 루마니아 정교회